# Donja Rasovača
Donja Rasovača (em cirílico: Доња Расовача) é uma vila da Sérvia localizada no município de Merošina, pertencente ao distrito de Nišava. A sua população era de 513 habitantes segundo o censo de 2011.

## Demografia
| 1948 | 1953 | 1961 | 1971 | 1981 | 1991 | 2002 | 2011 |
| ---- | ---- | ---- | ---- | ---- | ---- | ---- | ---- |
| 676  | 722  | 700  | 592  | 609  | 583  | 538  | 513  |